# Эннесли, Джордж, 2-й граф Маунтноррис
Джордж Эннесли, 2-й граф Маунтноррис (англ. George Annesley, 2nd Earl of Mountnorris; 4 декабря 1770 — 23 июля 1844) — британский пэр и политик. Он носил титул учтивости — виконт Валентия с 1793 по 1816 год.

## Происхождение и образование
Родился 4 декабря 1770 года. Второй сын Артура Эннесли, 1-го графа Маунтнорриса (1744—1816), и его первой жены, достопочтенной Люси Литтелтон (1742—1783), дочери Джорджа Литтелтона, 1-го барона Литтелтона. Он получил образование в школе Рагби, а затем поступил в колледж Брейсеноз в Оксфорде в 1787 году, но покинул его в 1789 году, не получив степени.

## Карьера
Джордж Эннесли заседал в Палате общин Великобритании от Ярмута в 1808—1810 годах. Он также занимал должность губернатора Уэксфорда.
4 июля 1816 года после смерти своего отца Джордж Эннесли унаследовал титулы 2-го графа Маунтнорриса (Пэрство Ирландии), 9-го виконта Валентия в графстве Керри (Пэрство Ирландии), 7-го барона Элтема из Элтема в графстве Корк (Пэрство Ирландии), 9-го барона Маунтнорриса из Маунтнорриса в графстве Арма (Пэрство Ирландии) и 9-го баронета Эннесли из Маунтнорриса в графстве Арма (Баронетство Ирландии).

## Поездка в Индию
В 1802 году Генри Солт был назначен секретарем и чертежником Джорджа Эннесли, виконта Валентии. Они отправились в восточное путешествие, путешествуя на «Минерва» в Индию через мыс Доброй Надежды. Солт исследовал район Красного моря, а в 1805 году посетил Эфиопское нагорье. Он вернулся в Англию в 1806 году. Картины Солта из поездки были использованы для иллюстрирования «Путешествий и путешествий» лорда Валентии в Индию, на Цейлон, в Красное море, Абиссинию и Египет в 1802, 1803, 1804, 1805 и 1806 годах, опубликованных в 1809 году в трех томах.

## Семья
3 сентября 1790 года Фрэнсис Эннесли женился на достопочтенной Энн Кортни (2 июля 1774 — 6 января 1835), дочери Уильяма Кортни, 2-го виконта Кортни, и Фрэнсис Клэкс. Супруги вскоре разошлись.
- Джордж Артур Эннесли, виконт Валентия (20 октября 1793 — 16 марта 1841)
- Достопочтенный Уильям Эннесли (19 февраля 1796 — 1 ноября 1830).

В 1796 году виконт Валентия обвинил Джона Беллендона Гоулера в преступной связи с его женой. Она же в ответ утверждала, что её муж был беспорядочным гомосексуалистом . В 1799 году лорд Валентия получил законное раздельное проживание, но не развод — вероятно, потому, что его подозревали в сговоре с женой в супружеской неверности. Леди Валентия, имевшая нескольких детей от Гоулера, умерла в январе 1835 года в возрасте 60 лет.
Лорд Маунтноррис скончался в июле 1844 года в возрасте 73 лет. У него не было выживших мужских потомков, и после его смерти титул графа Маунтнорриса прервался, в то время как его дальний родственник Артур Эннесли унаследовал остальные ирландские титулы — виконт Валентия, барон Маунтноррис и баронет из Ньюпорт-Пагнелла.